# Lobo (manzana)
'Lobo' es una  variedad cultivar de manzano (Malus domestica). Esta variedad de manzana fue establecida en Canadá en 1898 por la Estación de Investigación Agrícola Federal de Ottawa. Fue comercializado desde 1930..

## Características
Esta variedad da frutos amarillos con rayas rojas, bastante grandes e irregulares, que se asemejan a la manzana McIntosh.
Su carne tierna es perfumada y ligeramente dulce.
La fruta está madura alrededor de mediados de octubre y se conserva muy bien debido a su bajo contenido de azúcar.
Aunque es bueno para comer, se recomienda para pasteles de manzana, ya que tiende a mantener su forma incluso después de la cocción.

## Cultivo
El manzano 'Lobo' es una variedad diploide, por lo tanto, participa de la polinización cruzada. Grupo de floración C, S-genotipo: S10S22
Entre sus fuentes de polen, se encuentran: 'Reinette Ananas', 'Cortland', 'Empire', 'Golden Delicious', 'Grenadier', 'James Grieve', 'Belle fleur jaune', 'Alice', 'Aroma', 'Discovery', 'Cox Orange', 'Filippa', 'Gloster', 'Ingrid Marie', 'James Grieve', 'Katja', 'Mio', 'Summerred' o 'Wealthy'.

## Parentales
- Descendiente de McIntosh.
- Ascendente de :
  - 'Lodel' = Lobo × Red Spur Delicious.[9]
  - 'Medea' = Lobo × 'Red Spur Delicious'.

Manzanas 'Lobo'
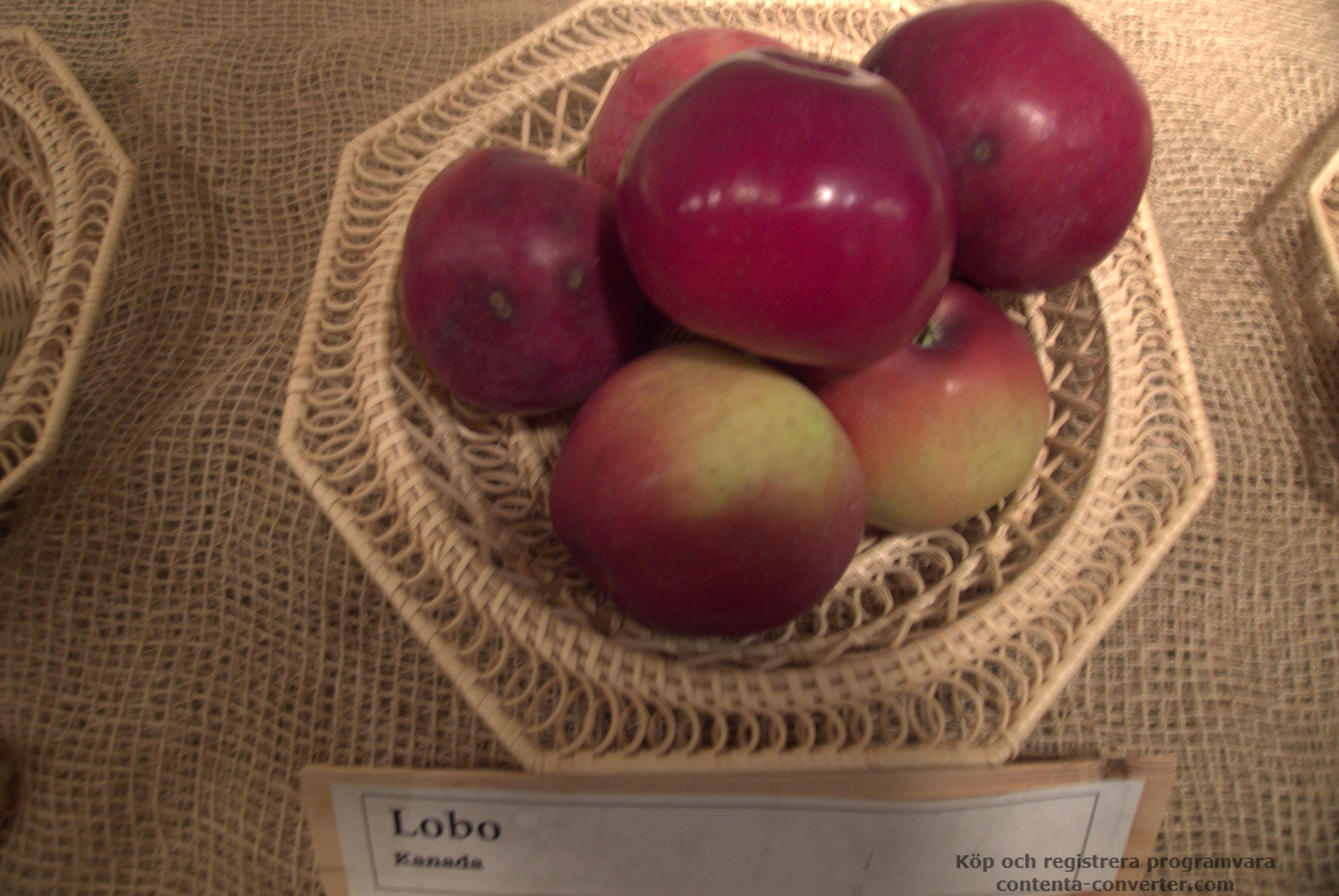
Manzanas 'Lobo'.
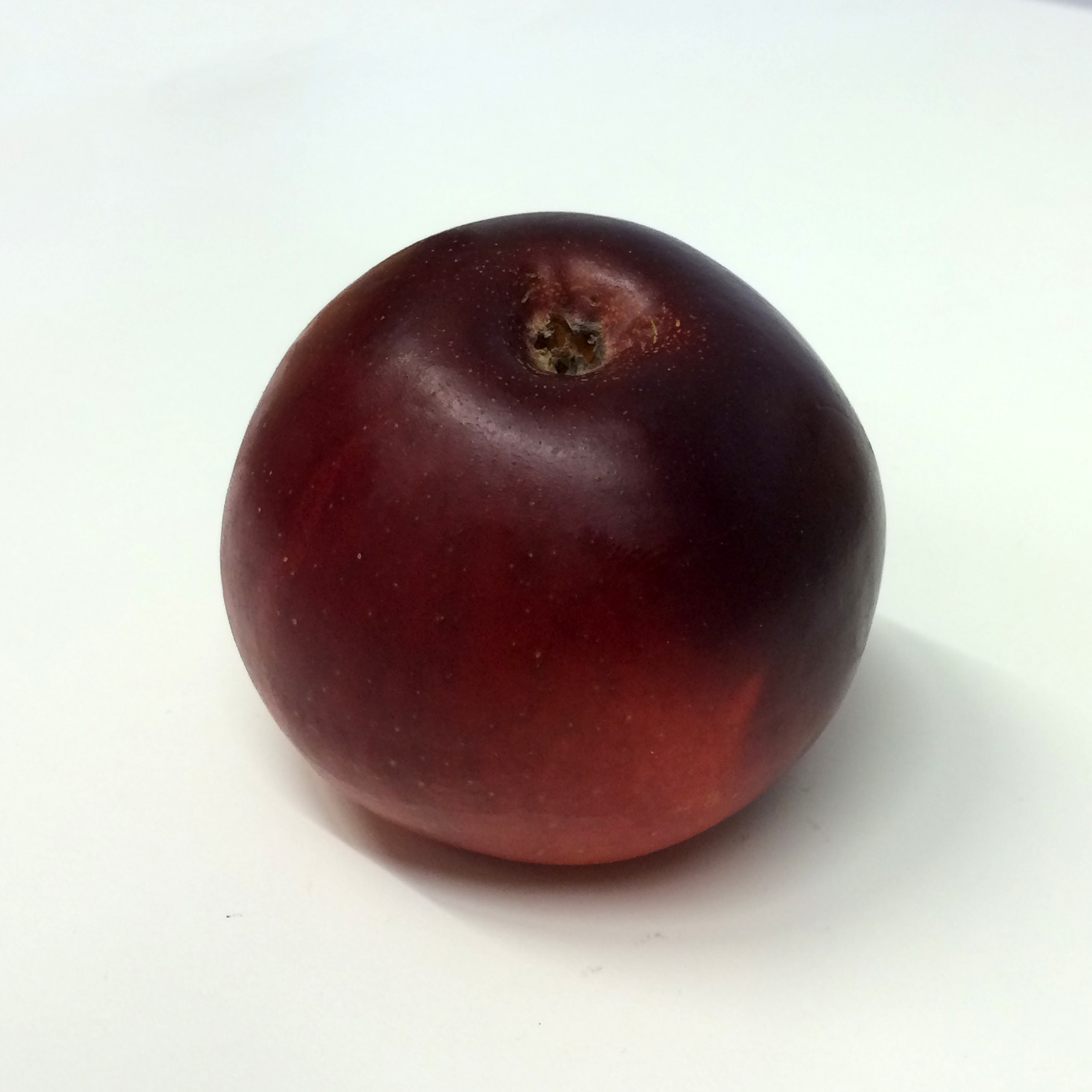
Manzana 'Lobo' toda roja.
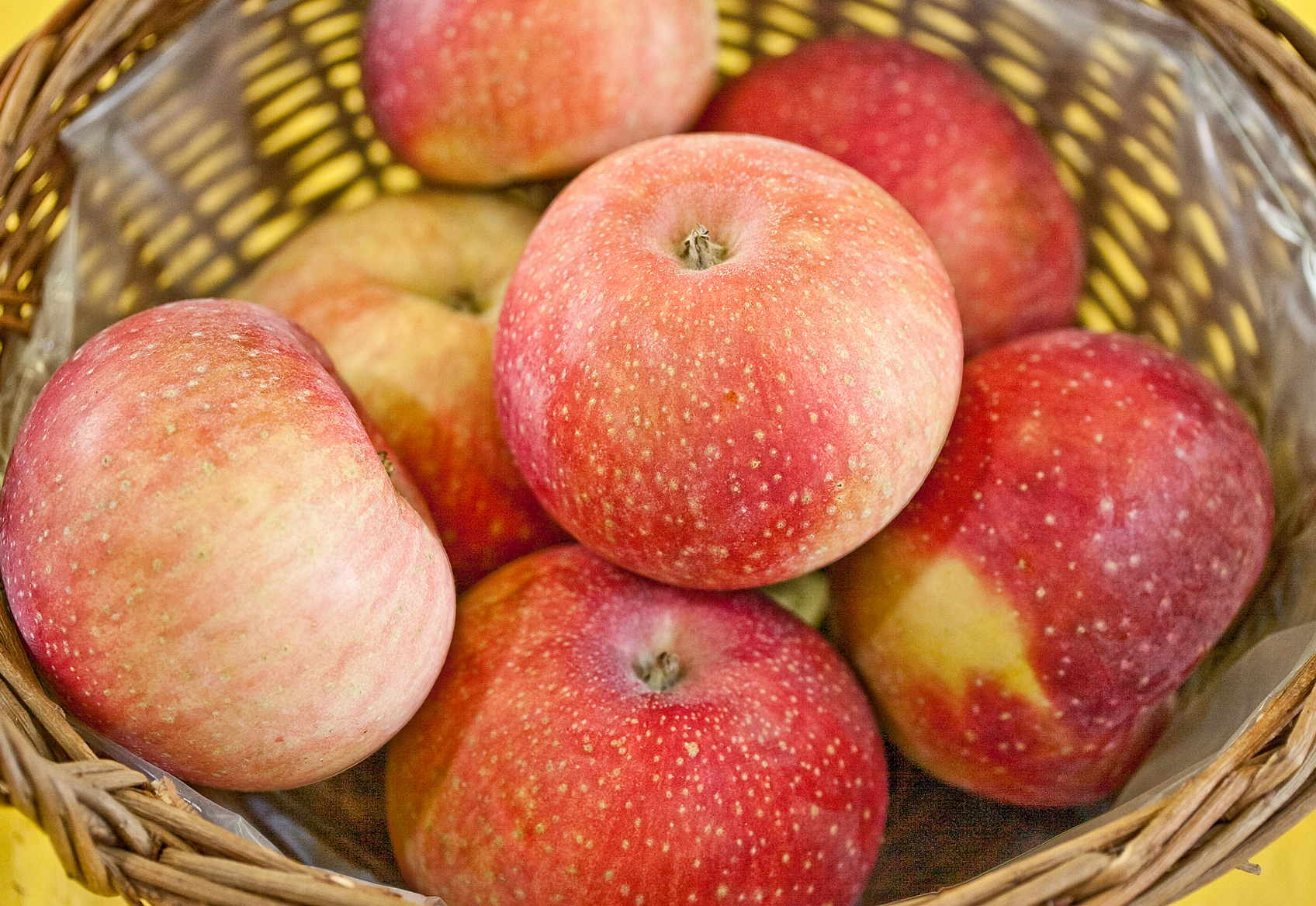
Otras manzanas 'Lobo'.